# Evangélikus templom (Komárom)
A komáromi evangélikus templom a Ferences barátok utcájában található. A templom építését II. József Türelmi rendelete tette lehetővé. A komáromi evangélikusok előbb a Vág-Duna-soron építettek fatemplomot, majd 1783-ban megvásárolták a ma is álló lelkészházat (15. számú épület).
Miután nem sikerült visszaszerezniük az ellenreformációkor elkobzott (később leégett az 1848-as tűzvészben) Szt. János-templomot, 1795-ben új templom építéséhez fogtak hozzá a lelkészlak melletti telken. A templomot 1798. január 14-én szentelték fel (erről a bejárat feletti emléktábla is tanúskodik). Falába egy római szarkofágot is beépítettek. Tornyát közadakozásból emelték 1899-ben. Jelenleg látható homlokzata szintén a 19. század végén alakult ki.
A templom belsejében található az első világháborúban elesett evangélikusok emléktáblája. A belső terem félköríves oltárral záródik, a mennyezet fabion stílusú. A klasszicista stílusú oltár a 18. század végéről származik. A falak pillérekkel tagoltak, a nyugati oldalon található a csúcsíves falsíkkal egyvonalú torony, két vázával díszítve . A templom udvarán látható az 1802-ben elhunyt Bende Sámuel elöljáró címeres síremléke. Az udvaron álló házban 1823-1868 között kétosztályos evangélikus népiskola működött, később egyházi egyletek használták. 1938-ban színpaddal ellátott kultúrtermet is építettek hozzá, melyet később a művészeti alapiskola is használt. A templom melletti paplakban értékes lelkészi könyvtár található.